# وقائع في حياة فتاة مستعبدة

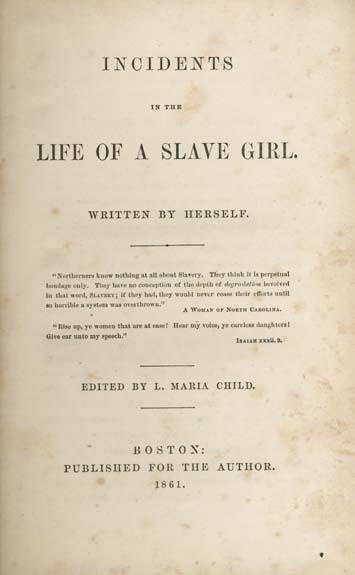

(وقائع في حياة فتاة مستعبدة) هي سيرة ذاتية كُتبت بواسطة «هاريت آن جاكوبس» الوالدة شابة والعبدة هاربة، ونشرت عام 1861 بواسطة الناشطة لحقوق المرأة ليديا ماريا تشايلد، والتي قامت بتحرير الكتاب من أجل كاتبته الأصلية.
استخدمت «جاكوبس» الاسم المستعار «ليندا برينت» عند نشرها الكتاب. يوثق الكتاب قصة حياة «هاريت جاكوبس» كعبدة، وكيف أنها استطاعت أن تحصل على الحرية من أجل نفسها ومن أجل أطفالها. ساهمت «هاريت جاكوبس» في الكتابة الأدبية عن العبيد باستخدامها القصص المحركة للعاطفة «للتعريف بقضايا العرق والجندر». تكلمت «هاريت» عن الاعتداء الجنسي الذي تتعرض له النساء المستعبدات، وكذلك جهودهن من أجل القيام بدور الأمومة وحماية أطفالهن عندما يكون الأطفال معرضين للبيع بعيدا عن أمهاتهن.
كتاب «جاكوبس» كان موجهًاإلى المرأة البيضاء في الشمال الأمريكي، والتي لا تعي جيدًا الشر المترتب على نظام العبودية، وقد ناشدت الإنسانية فيهن من أجل توسعة معرفتهن، والتأثير بأفكارهن عن العبودية كنظام.
بدأت «جاكوبس» في تكوين كتابها بعد هروبها إلى نيويورك، وبعض من كتاباتها الصحفية تم نشرها مسلسلة في صحيفة «نيويورك تريبيون» والمملوكة للمحرر (هوراس جريلي). كانت التقارير التي تكتبها (جاكوبس) عن الاعتداء الجنسي صادمة للقارئ العادي للصحف ولذلك فقد تم إيقاف النشر قبل أن تكمل (جاكوبس) كل قصتها.
بعد صعوبات في إيجاد ناشر أو إيجاد شخصية معروفة تكتب لها تقديما للكتاب، وقعت (جاكوبس) في النهاية اتفاقًا مع دار نشر (ثاير أند إيلدريدج)، وقد طلبوا تقديمًا من (ليديا ماريا تشايد) والتي بدورها وافقت، وقامت كذلك بتحرير الكتاب. استمرت المرأتان على تواصل فيما تبقى من حياتهما. على الرغم من ذلك، فإن دار نشر «ثاير أند إيلدريدج» أعلنت إفلاسها قبل أن يتم نشر القصة.

## ملخص القصة
ليندا المولودة في العبودية في إيدنتون في ولاية شمال كارولاينا عام 1813م، تحظى بطفولة سعيدة مع أخيها وأبويها وجدتها لأمها، والذين يعيشون في حالة جيدة نسبيا كعبيد. لا تفهم ليندا معنى أن تكون مستعبدة إلا عندما تموت أمها، حيث يتم إرسالها في سن السادسة لتعيش تحت رعاية مالكة أمها، والتي تعاملها برفق وتعلمها القراءة. بعد عدة سنوات، تموت السيدة وتوصي لأقاربها بليندا. مالكوها الجدد قساة ومهملون لها، كما أن الدكتور «فلينت»، الأب، لديه انجذاب نحو ليندا، ويحاول أن يجبرها على الدخول في علاقة جنسية معه تزامنًا مع نضوجها. ورغم ذلك تقاوم الفتاة وتحتفظ بالمسافة بينهما.
تعرف ليندا أن فلينت سوف يفعل أي شيء ليصل إلى مبتغاه، ولأجل هذا توافق أن تدخل في علاقة مع أحد الجيران من البيض، مستر (ساندس)؛ أملا في حمايته لها من فلينت. وكنتيجة لعلاقتهما، أنجب «ساندس» و«ليندا» طفلين مختلطي العرق: «بنيامين» (بيني)، و«إيلن». لأن الطفلين لأم عبدة، فيتم اعتبارهما عبدين، وفقا لقانون العبيد في الجنوب والذي ظل ساريا حتى القرن السابع عشر. تشعر ليندا بالعار، ولكنها تأمل أن تحميها علاقتها غير الشرعية من اعتداءات فلينت، كما أنها تأمل أن يثير ذلك غضب فلنت حتى يقوم ببيعها لساندس، غير أنه يرفض أن يفعل ذلك، وبدلا من ذلك يقوم بإرسالها لمزرعة ابنه للعمل للشاق في الحقل.
عندما تعلم ليندا أن طفليها قد يتم إرسالهما الحقول أيضا، فإنها تضع خطة يائسة. نظرا لإدراك ليندا أن هروبها للشمال قد يكون مستحيلا، تقوم بدلا من ذلك بإخفاء نفسها في الجزء العلوي من مقصورة جدتها العمة مارثا، وكلها أمل بأنه عندما يصدق فلينت بأنها هربت إلي الشمال، كما هي عادة العبيد الآبقين، فإنه سيقوم ببيع طفليها بدلا من أن يخاطر بهربهما هما الآخرين. تبتهج ليندا عندما يبيع فلينت الطفلين لنخاس دون أن يعرف أنه كان يمثل مستر ساندس في البيع. يوصى ساندس برعاية الطفلين للعمة مارثا، قاطعا وعدا لليندا بأن يحررهما يوما ما. يصبح جسد ليندا أكثر وهنا ببقائها في محبسها في المقصورة الضيقة حيث لم تستطيع أن تجلس أو تقف، ومتعتها الوحيدة هي أن ترى أطفالها من فتحة ضيقة. يتزوج مستر ساندس ويتم انتخابه كعضو كونجرس. وعندما يصطحب أيلن طفلته غير الشرعية من ليندا إلى واشنطن لتصبح مرافقة لابنته حديثة الولادة من زواجه الشرعي، تدركت ليندا أنه قد لا يحرر الأطفال أبدا. وعندما تبدأ بالشعور بالقلق حيال احتمال أن يقوم ببيعهما في نهاية المطاف، تصمم أن تهرب معهما إلى الشمال، غير أن ترك المقصورة كان عملا خطيرا.
بعد سبع سنوات في المقصورة، تهرب ليندا إلى الشمال، وبينما يبقى بيني مع العمة مارثا، تتقفى «ليندا» آثار «إيلين»، التي الآن في التاسعة من عمرها وتعيش في بروكلين مع ابن عم ساندس والذي يدعى (هوبس). تفزع ليندا عندما ترى أن إيلين تُعامل كعبدة، بينما قد ألغيت العبودية في نيويورك. تخاف ليندا أن يعود بها هوبس إلى الجنوب ويحول بينهما. تنجح ليندا في أن تجد عملاً كمربية أطفال عن آل بروس، وهي عائلة في نيويورك تعاملها بكل رفق.
تعلم ليندا أن دكتور فلينت مازال يبحث عنها، ولذلك ترحل إلى بوسطن، حيث تجتمع بابنها بيني هناك، والذي هرب هو الآخر. يقيم دكتور فلينت دعوى بعدم شرعية بيع بيني وإيلن مما يجعل ليندا مرعوبة من أن يعيد فلينت استعبادها وأطفالها.تقضي ليندا عدة سنوات أخرى في بوسطن مع أطفالها. تقضي ليندا عاما في إنجلترا في الاعتناء بابنة مستر بروس، وللمرة الأولى تستمتع في حياتها بالتحرر من الانحياز العرقي. وعندما تعود مرة أخرى إلى بوسطن، ترسل ابنتها إيلن إلى مدرسة داخلية، بينما ينتقل بيني إلى كاليفورنيا مع خاله ويليام ـوالذي يكون قد هرب هو الآخر إلى الشمالـ يتزوج مستر بروس مرة أخرى، وتعتني ليندا بطفل مستر بروس الجديد. يموت دكتور فلينت ولكن ابنته (إيملي) تكتب إلى ليندا مدعية ملكيتها كعبدة آبقة.
يتم تمرير قانون العبد الآبق في الكونجرس عام 1850 م، مما يجعل ليندا وأطفالها مهددين بشدة بالأسر والرجوع للعبودية. تصل إيملي فلينت وزوجها مستر جودج إلي نيويورك بغرض أيقاع ليندا في الأسر. عندما تشرع ليندا في الاختباء، يعرض سيدها الجديد مستر بروس عليها أن يشتري حريتها، وفي البداية ترفض ليندا غير محتملة لأن يتم بيعها وشراؤها مرة أخرى، وترسم خططها للذهاب إلى بيني في كاليفورنيا. في النهاية يشتري مستر بروس حرية ليندا من فلنت. تمتن ليندا لمستر بروس، ولكنها تعبر عن تقززها من النظام الذي يتطلب مثلل هذه المعاملات. سجلت ليندا شهادتها أنها لم تستطع أبدا أن تحول حلمها بالاجتماع مع طفليها في بيت واحد إلى حقيقة.

## روابط خارجية
- وقائع في حياة فتاة مستعبدة على موقع الموسوعة البريطانية (الإنجليزية)